# 緑川希星
緑川 希星（みどりかわ きらら、2003年（平成15年）8月17日 - ）は、日本のタレント、レースクイーン。
千葉県出身。ワンエイトプロモーション所属。愛称は「きらてん」。176cm、股下90cm。
2022/4/15 月愛 きらら（かぐあ きらら）から 緑川 希星（みどりかわ きらら）に改名すると発表した。
2022/5/14 「功夫少女（カンフーガールズ）」メンバーとして再デビュー。メンバーカラーは水色。

## 来歴
2018年8月8日、渋谷系アイドルユニット『SCRamBLE』のメンバーとして渋谷VUENOS「夏だ！熱狂！SPIRAL LIVE〜 夢咲もか生誕祭&SCRamBLE Debut〜」でステージデビュー。同年11月22日、渋谷RUIDO K2「SCRamBLE 1stワンマンライブ心の交差点」〜川崎芹奈(22)にゃんにゃん祭〜」にて初ワンマンライブ。SCRamBLEでの担当カラーはパープルブルー（紫）であった。
2019年、SUPER GT GT300クラス・『GOODSMILE RACING ＆ TeamUKYO』の「レーシングミクサポーターズ」に就任。当時満16歳で、ミクサポ史上最年少、かつ史上初の21世紀生まれである。また「日本レースクイーン大賞2019」の新人部門ファイナリストに選出。
2019年6月18日、スパイラルミュージックよりSCRamBLE「現実にさせてよ」でCDデビュー。2020年7月4日「LOVE MARK EVENT〜SCRamBLE 葵花菜・月愛きらら卒業」（無観客）をもってSCRamBLEから卒業。
2021年12月25日に配信された『初音ミク GTプロジェクト 2021シーズン報告会』をもって3年間務めたミクサポを卒業。
2022年4月16日、新結成のアイドルグループ「功夫少女（カンフーガールズ）」メンバーとして再デビューを発表。2022年5月14日、渋谷VISIONで行われたデビュー単独公演「初陣・桃園決起」でグループ始動。

## 人物・逸話
- 特技は常に笑顔でいること。
- 趣味はメイク、ショッピング。
- お箸を使うのが上手。ミクサポで共働した荒井つかさは、月愛がミクサポに就任した際「ご飯の食べ方から教えていた」と『ギャルズ・パラダイス』のインタビューで明かしている[5]。
- モットーは「人生楽しんだもん勝ち」。
- 好きなアーティストはTWICE。
- 3年間のミクサポ在任期間中に行われた海外ラウンドは2019年のタイ戦[注 1]のみであったが、この年のミクサポでタイに遠征したのは宮越愛恵のみで、10代だった月愛はGTでの海外遠征が出来ないままミクサポを卒業した[動画 3]。

## 受賞歴
| 年月      | 賞                                     | 結果           | 出典  |
| --------- | -------------------------------------- | -------------- | ----- |
| 2019年7月 | 日本レースクイーン大賞2019～新人部門～ | ファイナリスト | [ 2 ] |

## 出演

### イベント
- 東京ゲームショウ2019「SAMSUNG」ブースコンパニオン（2019年9月14日 - 15日）[7]